# Fiasco (Flasche)

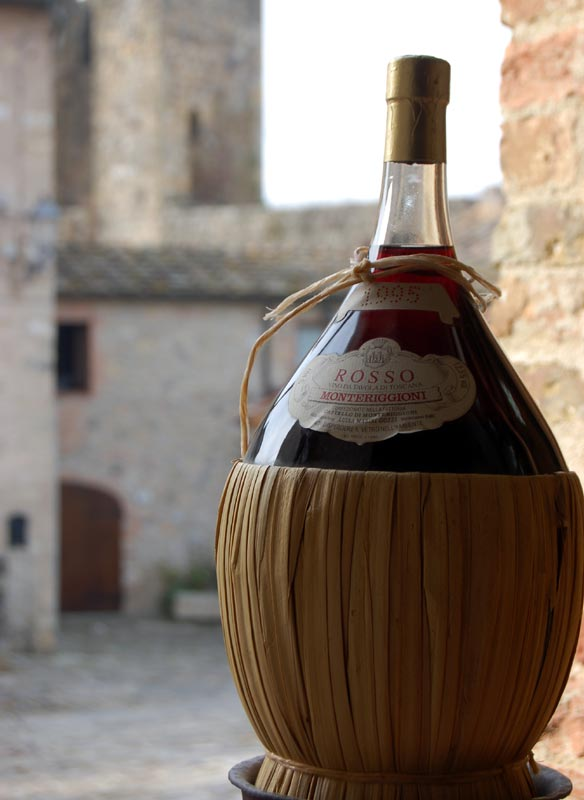
Chianti in einer traditionellen Bast-Flasche (Fiasco)

Als Fiasco (italienisch für „bauchige Flasche“, zu mittellateinisch flasco „Fässchen“) bezeichnet man eine strohummantelte Flasche für Chianti. Darüber hinaus wird die Bezeichnung „Fiasco“ oft auch für andere Flaschenarten und Weinarten benutzt.
Der Fiasco entwickelte sich bereits im Spätmittelalter aus den Tonfässern der Antike; die Strohumhüllung diente ursprünglich dazu, das damals dünnwandige Glas vor Beschädigung durch Anstoßen, etwa an der danebenstehenden Flasche, zu schützen.